# Стівен Тейлор (футболіст)
Стівен Тейлор (англ. Steven Taylor, нар. 23 січня 1986, Лондон) — англійський футболіст, захисник клубу «Іпсвіч Таун».
Також відомий виступами за молодіжну збірну Англії.

## Клубна кар'єра
У дорослому футболі дебютував 2002 року виступами за команду клубу «Ньюкасл Юнайтед».
У 2003—2004 роках на умовах оренди захищав кольори клубу «Вікомб Вондерерз», після чого повернувся до «Ньюкасл Юнайтед». Провів у складі «сорок» у 163 матчі в національному чемпіонаті. 

## Виступи за збірну
Протягом 2004–2009 років залучався до складу молодіжної збірної Англії. На молодіжному рівні зіграв у 29 офіційних матчах, забив 4 голи.